# Kristijan VII. Danski
Kristijan VII., danski in norveški kralj, vojvoda  Schleswiga in Holsteina, * 29. januar 1749, Kopenhagen, † 13. marec 1808, Rendsburg.
Kristijan je že v mladosti kazal znake duševne bolezni. V njegovem imenu je sprva vladal očetov tajni svet. Postopoma pa si je Kristijanov osebni zdravnik, Johann Friedrich Struensee, pridobil kraljevo zaupanje in ga navdušil za razsvetljenstvo. Nekaj časa sta skupaj vpeljevala napredne reforme, ko pa kralj zdravniku ni mogel več slediti, si je ta zagotovil pravico podpisovanja dekretov in dobro leto praktično vladal sam. Z reformami oškodovano plemstvo tega ni več želelo prenašati. V montiranem procesu je zdravniku sodilo in ga dalo javno usmrtiti (1772). Regentstvo sta si prilastila Kristijanova mačeha in njegov mlajši polbrat Friderik, ki sta večino naprednih reform odpravila. Leta 1784 je regentstvo prevzel Kristijanov sin, kasnejši kralj Friderik VI., ki je spet zavladal v duhu razsvetljenstva.

## Mladost
Kristijan je bil četrti otrok, drugi sin danskega in norveškega kralja Friderika V. in njegove prve soproge Luize, hčerke britanskega kralja Jurija II. Pravi sin je umrl že pred njegovim rojstvom, tako da so ga sprejeli kot prestolonaslednika. V čast njegovemu rojstvu je skladatelj Christoph Willibald Gluck, ki se je tedaj mudil v Kopenhagnu, napisal opero La contesa dei Numi. V »prepiru bogov« gre za vprašanje, kateri od bogov je najprimernejši za vzgojo kronskih princev.
Kristijan še ni bil star tri leta, ko je mati med šesto nosečnostjo umrla. Zanj je bilo to konec starševske pozornosti. Mačeha  Julijana Marija iz rodbine Braunschweig-Wolfenbüttel, s katero se je oče poročil čez pol leta, se zanj ni zanimala, ampak se je posvečala le svojemu sinu Frideriku. Tudi oče je bil do občutljivega in plašnega sina vse bolj ravnodušen, njegov glavni vzgojitelj pa strog. Fantovo nadarjenost je opazil le učitelj francoske literature Reverdil, ki je vzpodbujal njegovo zanimanje za filozofijo in razsvetljenstvo. Že v mladih letih pa se je pri Kristijanu začela kazati duševna bolezen.

## Nastop vladanja in poroka
Januarja 1766 je umrl Kristijanov oče in Kristijan je bil okronan za kralja že pred svojim sedemnajstim letom. Vladne posle je kot prej pri očetu, opravljal tajni svet in v njem predvsem grof Bernstorff. Edina Kristijanova naloga je bila, da je podpisoval sklepe. Ministri se niso trudili, da bi kralja pritegniti v odločanje. Zaskrbelo pa jih je, ko je kralj odpustil dolgoletnega glavnega dvornega upravnika grofa Moltkeja.
Kristijan se je sedemnajstleten poročil s svojo petnajstletno sestrično Karolino Matildo, sestro britanskega kralja Jurija III. Zakon ni bil srečen. Kralj je javno razglašal, da žene ne mara in se je zbližal z nekoliko starejšo lahkoživo mladenko, ki jo je pripeljal celo na dvor. Dekle so od kralja oddaljili, Kristijana pa poslali na potovanje po Evropi.

## Potovanje po Evropi
Maja 1768 se je kralj odpravil z velikim spremstvom na potovanje po Evropi. Spremljal ga je grof Bernstoff, da bi pazil nanj in potovanje tudi politično izkoristil. V Altoni se jim je kot Kristijanov osebni zdravnik pridružil mlad pronicljiv razsvetljenec, Johann Friedrich Struensee, ki je ob zdravljenju revnih in kasneje tudi plemičev prišel do novih spoznanj o širjenju nalezljivih bolezni, uvajal je cepljenje proti kozam in uporabljal tudi nove metode pri lajšanju težav duševnih bolezni.
Ko so zapustili dansko ozemlje, je kralj nadaljeval potovanje kot  traventhalski princ, da se je izognil ceremonialu javnega izkazovanja časti. V Hanauu je obiskal svoji sestri Vilhemino Karolino, poročeno s hanauskim grofom Viljemom, in Luizo, ki je bila poročena  z njegovim bratom Karlom Hessensko-Kasselskim. Na Nizozemskem je obiskal socialne ustanove, manufakture in naselje moravskih bratov. V Angliji je obiskal svojo taščo Avgusto iz rodbine Sachsen-Gotha in svojega svaka, britanskega kralja Jurija III. V Cambridgeu in Oxfordu so kralju in imenitnikom v njegovem spremstvu (tudi Struenseeju) podelili častne doktorate. V Parizu se je srečal s francoskim kraljem Ludvikom XV. V novembru so se pokazali prvi zdravstveni problemi. Več dni je kralj ostal v svoji sobi  pod nadzorstvom zdravnika. Za novo leto se je vrnil v Altono, na svoje ozemlje.

## Vpliv zdravnika Struenseeja
Struensee si je na potovanju pridobil kraljevo zaupanje. Doma na danskem dvoru, v začetku 1769, se je njegov vpliv še povečal. Sredi maja 1770 mu je Kristijan podelil naslov svetovalca. Tudi uradno je bil imenovan za kraljevega osebnega zdravnika. Septembra je Struensee vzpodbudil kralja, da je odpustil grofa Bernstoffa. V kralju je vzbudil zanimanje za liberalne reforme v duhu razsvetljenstva. Decembra 1770 je kralj razpustil tudi tajni svet, ki je nasprotoval reformam, prvenstveno naperjenim proti plemstvu. Toda napredovanje Kristijanove bolezni je kmalu onemogočilo njuno skupno delo. Struenseeju se je posrečilo dobiti od kralja generalno pooblastilo za podpisovanje dekretov. S tem je postal tako rekoč samostojen vladar. Odstavil je Reverdila, ki je kralja spremlja od mladosti, in namesto njega za družabnika in pomoč kralju nastavil grofa Brandta.
Kristijan je Struenseeja seznanil tudi s svojo ženo, ki je bila nesrečna na dvoru in v zakonu. Zdravnik je kraljici svetoval bolj zdrav način življenja, kar pa ni pripeljalo do poživitve zakona kraljevega para, ampak do zbližanja med zdravnikom in kraljico. Verjetno je Struensee oče princese Luize Avguste, čeprav jo je Kristijan priznal za svojo in je na dan njenega krsta povzdignil Struenseeja v grofa.
Novi zakoni, kot svoboda tiska in mišljenja, odprava mučenja in cerkvenih grehov, odprava plemiških privilegijev, prepoved trgovanja s sužnji v danskih kolonijah, so napravili Dansko za najnaprednejšo deželo tistega časa. Dekreti so šli na račun plemstva. Navadni prebivalci so jih sprva sprejemali z naklonjenostjo, ko pa so prišli na vrsto takšni kot ukinitev vrste praznikov, ustavitev gradnje Fridrikove cerkve, odprava nerentabilnih manufaktur, zmanjšanje vojske, ukrepov, ki so prizadeli zaposlenost prebivalstva, so se tudi ti začeli obračati proti njemu. Svoboda tiska je omogočila, da so Struenseejevi sovražniki po deželi razširili pamflete z vsebino, ki ga je sramotila. Njegova največja sovražnika sta bila kraljeva vdova Julijana Marija in njen sin Friderik, ki sta bila popolnoma odrinjena z dvora.
Po plesu v maskah, 17. januarja 1772, so Struenseeja njegovi nasprotniki na dvoru prijeli, ga zaprli, obdolžili namena prevzema oblasti in ga po  montiranem procesu obsodili na smrt. 28. aprila 1772 so njega in grofa Brandta javno obglavili pred vrati Kopenhagna. O dogodkih kralja niso obveščali, moral je samo podpisati nalog za prijetje in obsodbo. Omenjali tudi niso napredovanja kraljeve bolezni. Zakon s Karolino Matildo so razveljavili in kraljico pregnali v domovino kraljeve vdove Julijane Marije v dvorec Celle.
Kot uresničitev enega zadnjih Struenseejevih dekretov so leta 1773 na severu vojvodine Schleswig ustanovili mesto Christiansfeld, kjer so naselili evangeličanske moravske brate iz nemških kneževin in Nizozemske, katerih pridnost in ročno spretnost je Struensee na Nizozemskem opazil na potovanju leta 1768.

## Regentstvo kraljevega polbrata Friderika
V obdobju 1772–84 so usodo Danske krojili kraljeva vdova Julijana Marija, njen sin Friderik in Friderikov vzgojitelj Ove Høegh-Guldberg. Ukinili so večji del Struenseejevih reform. Skušali so omejiti vpliv Nemcev tako, da so uradniki in pridigarji lahko dobili zaposlitev v kraljestvu samo, če so študirali na kopenhagenski univerzi. Dansko je zapustil Andreas Peter von Bernstorff, danski zunanji minister v letih 1773–80, ki je s pogodbo z Rusijo v Carskem selu (1773) ustvaril osnovo za dansko skupno državo. Vzpodbudili pa so razvoj univerze v Kielu in začeli z gradnjo Eiderskega kanala.

## Regentstvo kronskega princa Friderika
Leta 1784 je Kristijanov sin, kronski princ Friderik, sam zavladal namesto očeta. Ker je bil v nasprotju z Høegh-Guldbergom pristaš razsvetljenstva, je vpeljal vrsto reform kot npr. odpravo tlačanstva. Zavzemal se je za svobodno trgovino. V vlado se je vrnil grof Peter von Bernstorff in ostal v njej do svoje smrti. Zavzemal se je za nevtralnost skupne države. Danska je preživljala čas razcveta.
1794 je pogorela streha gradu Christiansborg in rodbina Moltke je dala kralju na razpolago svojo mestno palačo na trgu Amalienborg. Odtlej je palača Amalienborg rezidenca danske kraljeve rodbine.
Kristijan je umrl leta 1808 po srčnem infarktu. Pokopan je na tradicionalnem pokopnem mestu danskih kraljev, v roskildski katedrali na otoku Zelandija.
Kristijanov zakon in afera njegove žene z zdravnikom Struenseejem so dolgo burili duhove in bili osnova za mnoga umetniška dela.

## Nasledniki
Iz zakona med Kristijanom VII. in Karolino Matildo sta se rodila:
- Friderik VI. (1768–1839), danski in norveški kralj
- Luiza Avgusta (1771–1843), poročena 1786 z vojvodo Friderikom Kristijanom von Schleswig-Holstein-Sonderburg-Augustenburg. Luiza Avgusta je uradno Kristijanova hči in je bila vzgojena kot princesa, a je verjetneje plod kraljičinega odnosa z zdravnikom Struenseejem.